# Ampsivaris
Els ampsivaris (en llatí Ampsiuarii) eren una tribu germànica de la regió del riu Ems.
Durant la guerra dels romans amb els queruscs l'any 16, els ampsivaris, com van fer altres tribus de la costa, van donar suport als romans però després es van unir, com altres tribus, a la rebel·lió d'Armini i quan van ser derrotats, Germànic Cèsar els va castigar durament. L'any 59 segons Tàcit, els caucs els van expulsar de les seves terres i van demanar als romans establir-se entre el Rin i l'IJssel, terrenys que els romans utilitzaven només com a terres de pastura, però els romans els van denegar la petició. Llavors van demanar auxili als brúcters i als tèncters però quan els tèncters els van abandonar van demanar ajut als usipets i als tubants i finalment, també denegat l'ajut, als cats i als queruscs. Després de vagar per diversos territoris, van ser vençuts i aniquilats pels romans. Se suposa que en devia quedar algun grup ja que Ammià Marcel·lí els menciona en el regnat de Julià l'Apòstata i diu que eren una de les tribus dels francs. De totes maneres els manuscrits conservats mostren diverses variants del nom: attuarii, ampsivarii i ansuarii, i podrien ser pobles diferents. Tampoc no se sap amb certesa si els Ἄμψανοι (ampsaioi) i els Καμψιανοι (campsianoi) que menciona Estrabó, eren els ampsivaris. Segurament devien desaparèixer barrejats amb altres tribus.